# Jerson Lagos
Jerson Esteban Lagos Giraldo (* 11. Januar 2002 in Bogotá) ist ein kolumbianisch-neuseeländischer Fußballspieler.

## Karriere
Aus der Jugend von Melville United ging Jerson Lagos Anfang 2018 in die U23-Mannschaft über, ab Anfang 2020 gehörte er der ersten Mannschaft an. Mit dieser spielte er ab der Saison 2021 in der neuen National League, in welcher er am 5. April 2021 bei einem 1:1 gegen die Hamilton Wanderers debütierte. Nach einem Status als Einwechselspieler bekam er ab der folgenden Saison konstant in jeder Partie Einsatzzeit und erzielte einige Tore, was seiner Mannschaft zum Erreichen der Championship-Runde der Liga verhalf.
Im Februar 2024 schloss sich Lagos dem Manurewa AFC an. Hier machte er mit sechs Toren in zwölf Spielen auf sich aufmerksam und wechselte im Sommer des Jahres noch während der laufenden Saison zum Rekordmeister Auckland City FC, die Spielzeit beendete er mit dem Team als Meister. Im September 2024 gehörte er zu den eingesetzten Spielern bei der 2:6-Niederlage gegen al-Ain beim Interkontinental-Pokal 2024. Dort erzielte er in der 43. Minute das zwischenzeitliche 1:2 für seine Mannschaft.